# Долгов, Николай Васильевич (футболист)
Никола́й Васи́льевич Долго́в (9 декабря 1946, Орёл, РСФСР, СССР) — советский футболист, тренер

## Карьера игрока
Николай Долгов начал карьеру в орловском «Спартаке», после чего был приглашён в столичный «Спартак». В клубе была большая конкуренция, и Долгов выступал лишь за дубль. В 1969 году вернулся в Орёл и выступал полтора года за «Спартак». По ходу сезона 1970 был приглашен в состав ЦСКА, в составе которого стал чемпионом СССР.
В 1971 году провел 4 игры за сборную СССР.
В 1973 отправился в расположение ГСВГ, где играл за клубы низших лиг ГДР. В 1976 году завершил карьеру игрока.

## Карьера тренера
В 1995 году начал тренерскую карьеру. Был вторым тренером ФК «Орёл», когда командой руководил Владимир Брыкин. После ухода Брыкина по окончании сезона 1997 остался в тренерском штабе клуба и при Николае Киселёве, а затем и при Виталии Коберском и затем снова при Киселёве. В 2003—2007 годах тренировал команду «Олимп-ОрелГТУ», представляющую техуниверситет на первенстве города и области. В 2007 году работал тренером-селекционером в команде «Оружейник» Тула. В 2008—2010 годах возглавлял «Русичи-2», выступавший в ЛФЛ.

## Достижения
- Чемпион СССР: 1970